# Кристианс, Мади
Мади Кристианс (нем. Mady Christians; урожд. Маргарита Мария Кристианс (Margarethe Maria Christians); 19 января 1896, Вена — 28 октября 1951, Норуолк, Коннектикут) — австрийская актриса.

## Биография
Маргарита Мария Кристианс родилась в семье актёра и оперной певицы. В 1902 году семья переехала в Берлин. Детство девочки также проходило в Нью-Йорке, где её отец руководил театром с репертуаром на немецком языке. В Берлине девушка училась в коммерческом училище и брала уроки актёрского мастерства у Франка Райхера.
Маргарита выходила на театральные подмостки с детства. Дебют в кино состоялся в американском фильме, но после вступления США в войну она вернулась в Германию в 1917 году. Она играла на сценах берлинских театров и снималась в лентах немого кино. Популярность пришла к Кристианс после съёмок в шестисерийном фильме «Человек без имени», в котором её партнёром выступил Гарри Лидтке. Успех также принесли роли в фильмах «Грёзы о вальсе» (1925) и «Королева Луиза» (1927).
После прихода к власти национал-социалистов актриса эмигрировала в США, где снялась в нескольких фильмах и сыграла несколько ролей в театре. В 1945 году она получила место преподавателя актёрского мастерства в Колумбийском университете. В 1950 году ФБР обвинило её в связях с Коммунистической партией, и она оказалась в чёрном списке Red Channels.

## Фильмография
- 1916: Audrey
- 1917: Die Krone von Kerkyra
- 1917: Das verlorene Paradies
- 1918: Die Dreizehn
- 1918: Die Verteidigerin
- 1918: Eine junge Dame von Welt
- 1919: Die Gesunkenen
- 1919: Die Nacht des Grauens
- 1920: Человек без имени — Der Mann ohne Namen
- 1921: Der Schicksalstag
- 1922: Жена фараона
- 1923: Будденброки — Buddenbrooks
- 1923: Стакан воды / Ein Glas Wasser
- 1924: Михаэль — Michael
- 1924: Финансы великого герцога — Die Finanzen des Großherzogs
- 1924: Дебет и кредит — Soll und Haben
- 1925: Der Abenteurer
- 1925: Фермер из Техаса — Der Farmer aus Texas
- 1925: Грёзы о вальсе / Ein Walzertraum
- 1926: Nanette macht alles
- 1926: Die geschiedene Frau
- 1927: Der Sohn der Hagar
- 1927: Heimweh
- 1927: Королева Луиза — Königin Luise
- 1929: Meine Schwester und ich
- 1929: Dich hab’ ich geliebt
- 1929 — Пылающее сердце / Das brennende Herz
- 1930: Das Schicksal der Renate
- 1932 — Чёрный гусар / Der schwarze Husar
- 1932: Friederike
- 1933: Ich und die Kaiserin
- 1933: Manolescu, der Fürst der Diebe
- 1934: Wicked Woman
- 1935: Ship Cafe
- 1936: Приди и владей / Come and Get It — Кэри Линбек
- 1937: Женщина, которую я люблю — The Woman I Love
- 1937: Хайди — Heidi
- 1943: Нежный товарищ / Tender Comrade — Маня Лодж
- 1944: Adress Unknown
- 1948: Все мои сыновья / All My Sons — Кейт Келлер
- 1948: Письмо незнакомки / Letter from an Unknown Woman — фрау Брендли